# چینی‌های خارج از کشور
چینی‌های خارج از کشور (انگلیسی: Overseas Chinese) افرادی از نژاد چینی مردم هان هستند که در خارج از سرزمین‌های جمهوری خلق چین (PRC)،  منطقه ویژه اداری (چین) (SARs) هنگ کنگ و ماکائو و همچنین جمهوری تایوان متولد شده یا اقامت دارند.